# Kököjin
Kököjin, död 1300, var första fru till prins Zhenjin i den kinesiska Yuandynastin och mor till kejsar Temür khan. Kököjin var inflytelserik och hade stor påverkan vid tillsättningen av Temür khan som kejsare efter att Khubilai khan avlidit 1294.